# Bowling

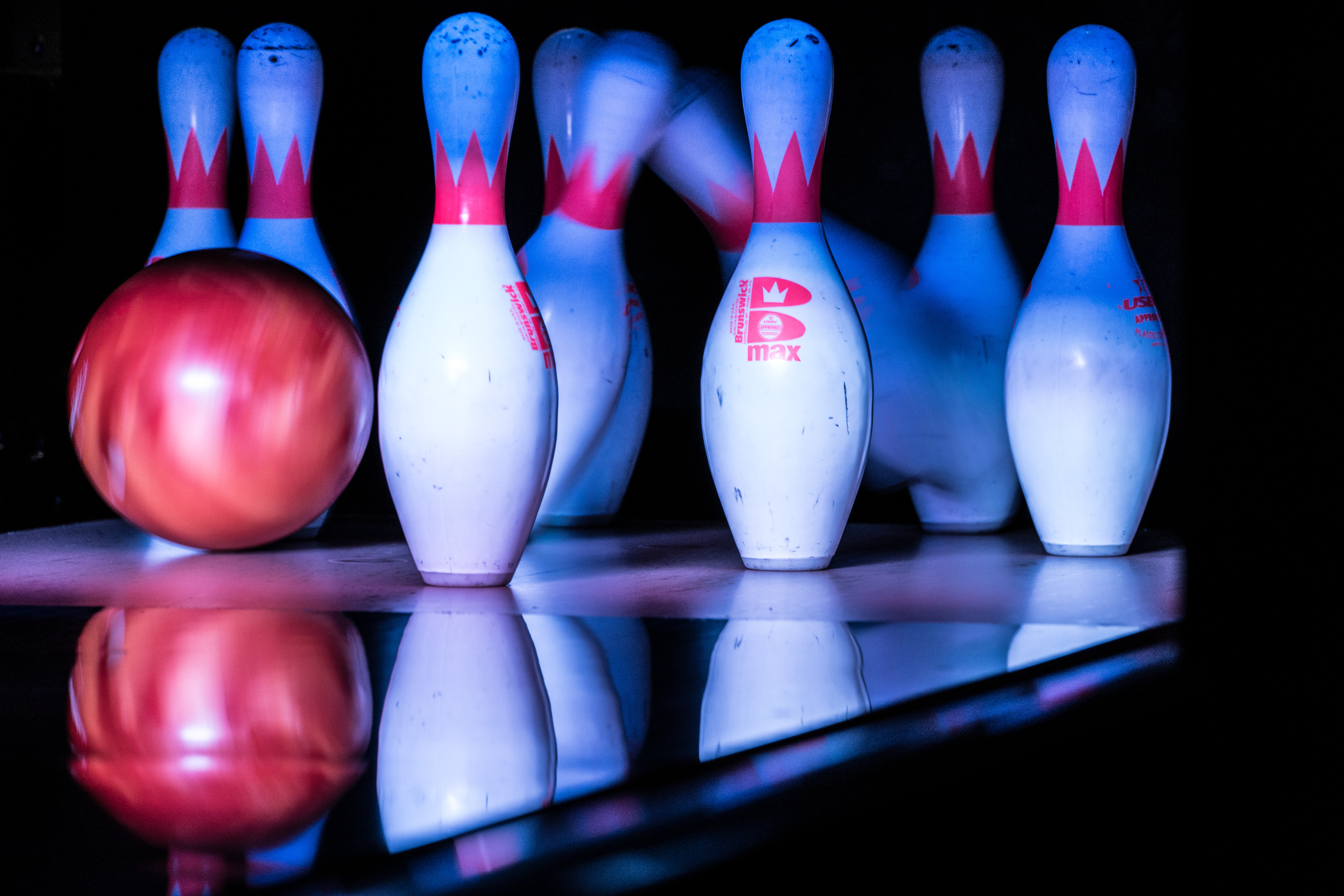
Gra w bowling

Bowling (ang. ten-pin bowling) – rodzaj gry w kręgle. Jest to najpopularniejsza odmiana gry w kręgle. Została stworzona w oparciu o kręgle klasyczne.
W odmianie tej występuje dziesięć pinów ustawionych w trójkąt. Gracz ma za zadanie strącić je w jak najmniejszej liczbie rzutów. Aby strącić je wszystkie w pierwszym rzucie należy uderzyć kulą między pierwszy a trzeci pin (kręgiel) – w przypadku graczy praworęcznych. Między pierwszy a drugi pin dla osób leworęcznych.

## Zasady
Gra składa się z dwunastu rund (tzw. ramek, ang. frame) dla każdego gracza. Na początku każdej rundy piny są ponownie ustawiane. W każdej rundzie gracz ma dwa rzuty. Runda kończy się gdy zawodnik strąci wszystkie piny, bądź skończą mu się rzuty. Za każdy strącony pin gracz dostaje 1 punkt.

## Wyjątki
- „strike” – gracz  otrzymuje  10  punktów  +  liczbę  punktów  równej  liczbie kręgli  strąconych w dwóch następnych rzutach.

Przykład: zawodnik w pierwszej rundzie zdobył strike, w drugiej rzucił 3 w pierwszym i 6 w drugim rzucie, ma zatem 10 + 3 + 6 = 19 punktów (łącznie 19 strąconych pinów),
- „spare” – gracz  otrzymuje  10  punktów  +  liczbę  punktów  równej  liczbie kręgli  strąconych w następnym rzucie.

Przykładowo jeśli zawodnik w pierwszej rundzie zdobył spare (np. 6 + 4), w pierwszym rzucie drugiej rundy strącił 3 piny, a w drugim 6, to zdobywa (6 + 4) + 3 = 13 punktów (łącznie 13 strąconych kręgli).
Jeśli zawodnik zrobi strike (spare) w ostatniej rundzie, to ma dodatkowe dwa (jeden) rzuty w celu określenia wartości tego strike (spare). Punkty z dodatkowych rzutów są naliczane raz.
- „split” – układ kręgli, który pozostał nam po pierwszym rzucie. Cechami charakterystycznymi splita są brak kręgla nr. 1 oraz pozostałe po rzucie kręgle oddalone w odległości większej niż obok siebie. Uzyskanie w tym wypadku „spare'a” jest zazwyczaj trudne i wymaga - w zależności od sytuacji - umiejętności lub szczęścia.
- „miss” – gracz zbija część kręgli w pierwszym rzucie, a drugi jest niecelny. Otrzymuje liczbę punktów równą zbitym kręglom w rzucie pierwszym.
- „foul” – przekroczenie linii rzutu –  jeżeli gracz zbił kręgle, punkty nie są liczone, ale rzut tak.

## Punktacja
- Maksymalny wynik w jednej grze to 300 punktów. Tzw. perfect game.
- Rzucając 9 i spare przez całą grę możemy osiągnąć wynik 190 pkt.
- Rzucając same 9 bez spare'ów przez całą grę możemy uzyskać wynik 90 pkt.

## Chwyt i kroki
- Kulę chwytamy wkładając do otworów cały kciuk oraz palce środkowy i serdeczny. Palce wkładamy do drugiego stawu palców (paliczek dalszy i środkowy). Ważne jest, żeby otwory były jak najbardziej dopasowane oraz w odległości takiej, która umożliwia pewny chwyt i trzymanie kuli.

- Kroki – tradycyjny rozbieg przed rzutem składa się z 4 kroków. Pierwsze trzy powinny być wykonywane prosto, zdecydowanie do przodu. Ostatni, czwarty krok zakończony jest poślizgiem lewej nogi (dla graczy praworęcznych)

## Historia
W latach trzydziestych XX wieku w dziecięcym grobie w Egipcie brytyjski antropolog Sir Flinders Petrie odkrył zestaw przedmiotów, które według niego służyły do prymitywnej formy gry w kręgle. Oznaczałoby to, że historia bowlingu sięga 3200 roku p.n.e..  Istnieją znaczące dowody na to, że pewna forma bowlingu była modna w Anglii w 1366 roku, kiedy to król Edward III miał zakazać tego sportu, chcąc by jego oddziały skupiły się na łucznictwie. Do tego czasu istniało wiele odmian gier z kręglami oraz gier, w których kulę rzucano w przedmioty inne niż kręgle. Sugerowałoby to, że gry te rozwijały się z upływem czasu, od dawniejszych czasów. 
W Europie Zachodniej istniało i nadal istnieje wiele odmian dziewięcio-kręglowych. W Ameryce dyscyplina ta miała swoje lepsze i gorsze okresy. Prawo stanu Connecticut z 1841 roku zdelegalizowała wszelkie tory do „gry w 9 słupków”, prawdopodobnie dlatego, że bowling w znacznym stopniu wiązał się z hazardem. W odpowiedzi wielu wielkich przemysłowców utworzyło tory do gry w swoich rezydencjach. Nie ma pewności co do tego, gdzie wyewoluował bowling, czyli odmiana dziesięcio-kręglowa, ale na początku XX wieku był już szeroko rozpowszechniony.